# 威基基

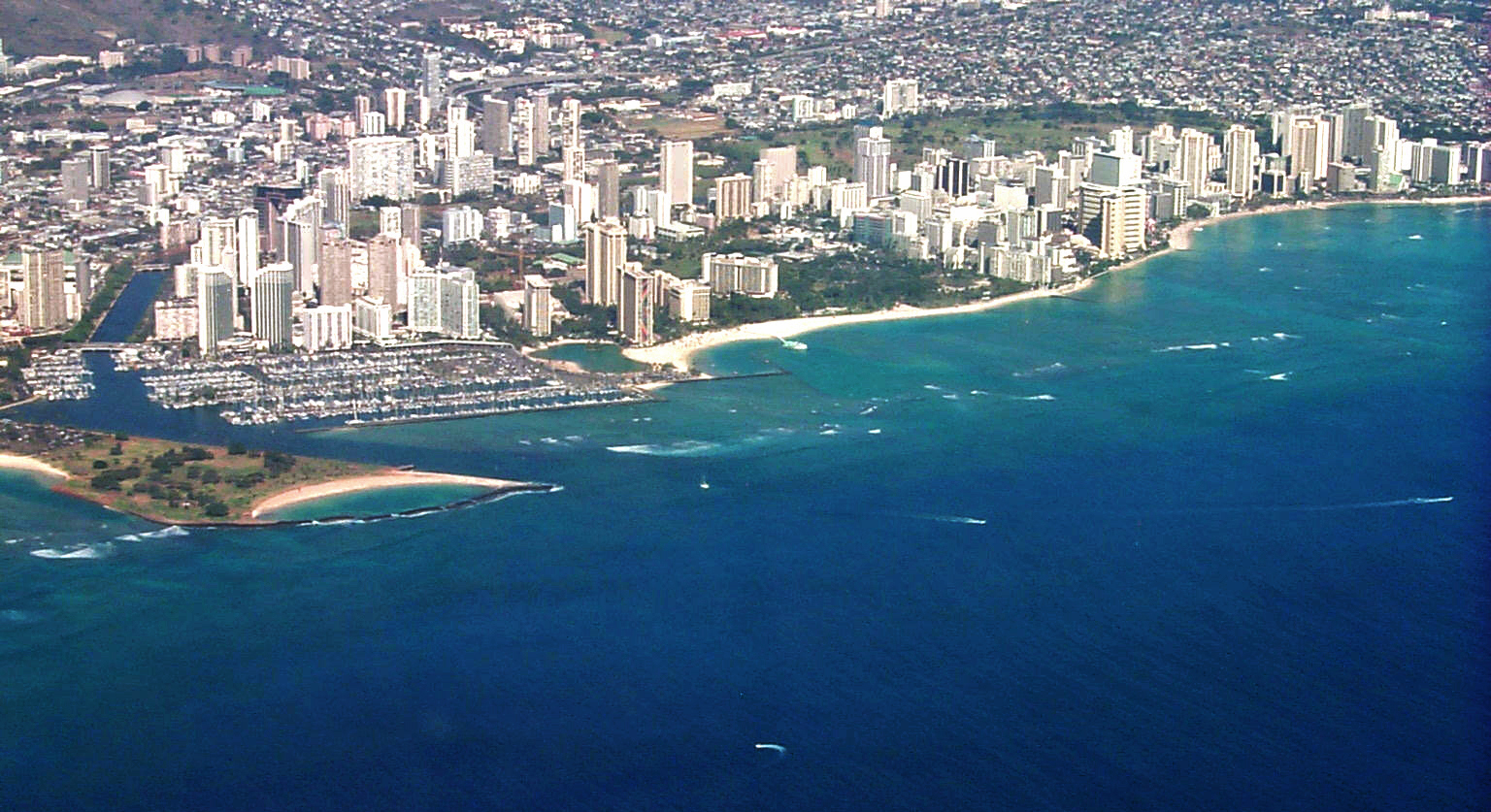
怀基基航拍

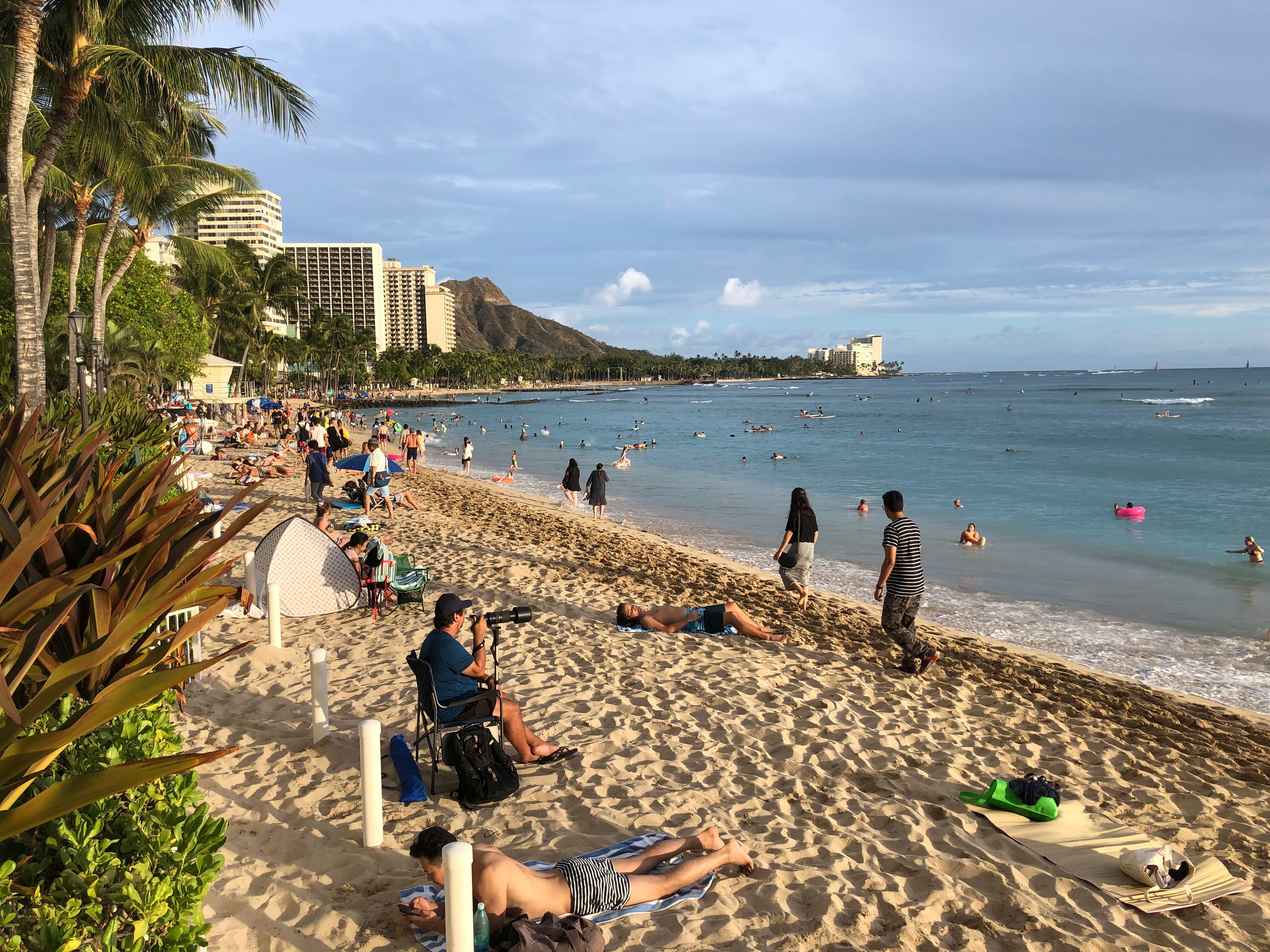
怀基基海灘1

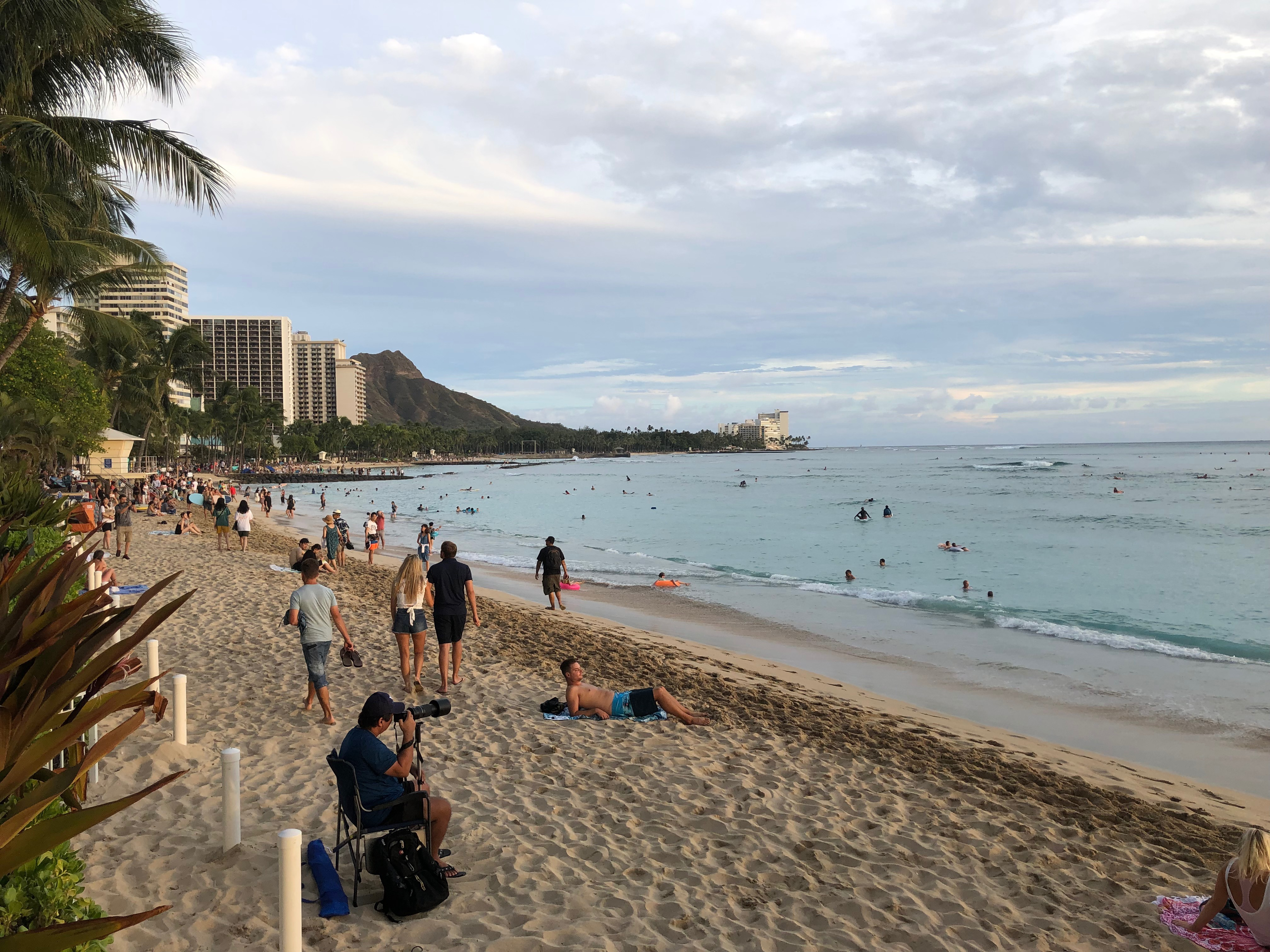
怀基基海灘2

怀基基（Waikīkī，英文发音为/waɪkiːˈkiː/ ，夏威夷语发音为/vɐiˈkiːˈkiː/，又译作威基基）是美国夏威夷州檀香山市的一个地区, 该地名夏威夷语意思为“喷涌的淡水”。怀基基海滩指的是怀基基地区的著名海滩。
怀基基海滩东起钻石头山下的卡皮欧拉尼公园，西至阿拉威運河（Ala Wai Canal）河口，长达一英里。以其宜人的天气和景色优美且适宜冲浪的海滩，怀基基吸引美国国内和世界各地的大批游客，每日游客约25,000人。因此现今该地区高级酒店和各种商铺林立。由于檀香山拥有大量日本游客和相当数量的日裔人口，怀基基地区的很多商店店员可以说日语并接受日元交易。每年怀基基会举行冲浪比赛并不定期举办各种户外演出和夏威夷草裙舞表演。
由于海水对海滩侵蚀严重。1920年代至1970年代间，曾大量从加利福尼亚曼哈顿海滩进口沙子，后进口沙子的计划停止，改为从附近的沙洲获取沙子的来源，当地政府现致力于保护现有沙滩尽量少受侵蚀，因此怀基基建有防波堤。2011年初的新计划旨在保持海岸线在1985年的水平。